# Atisha

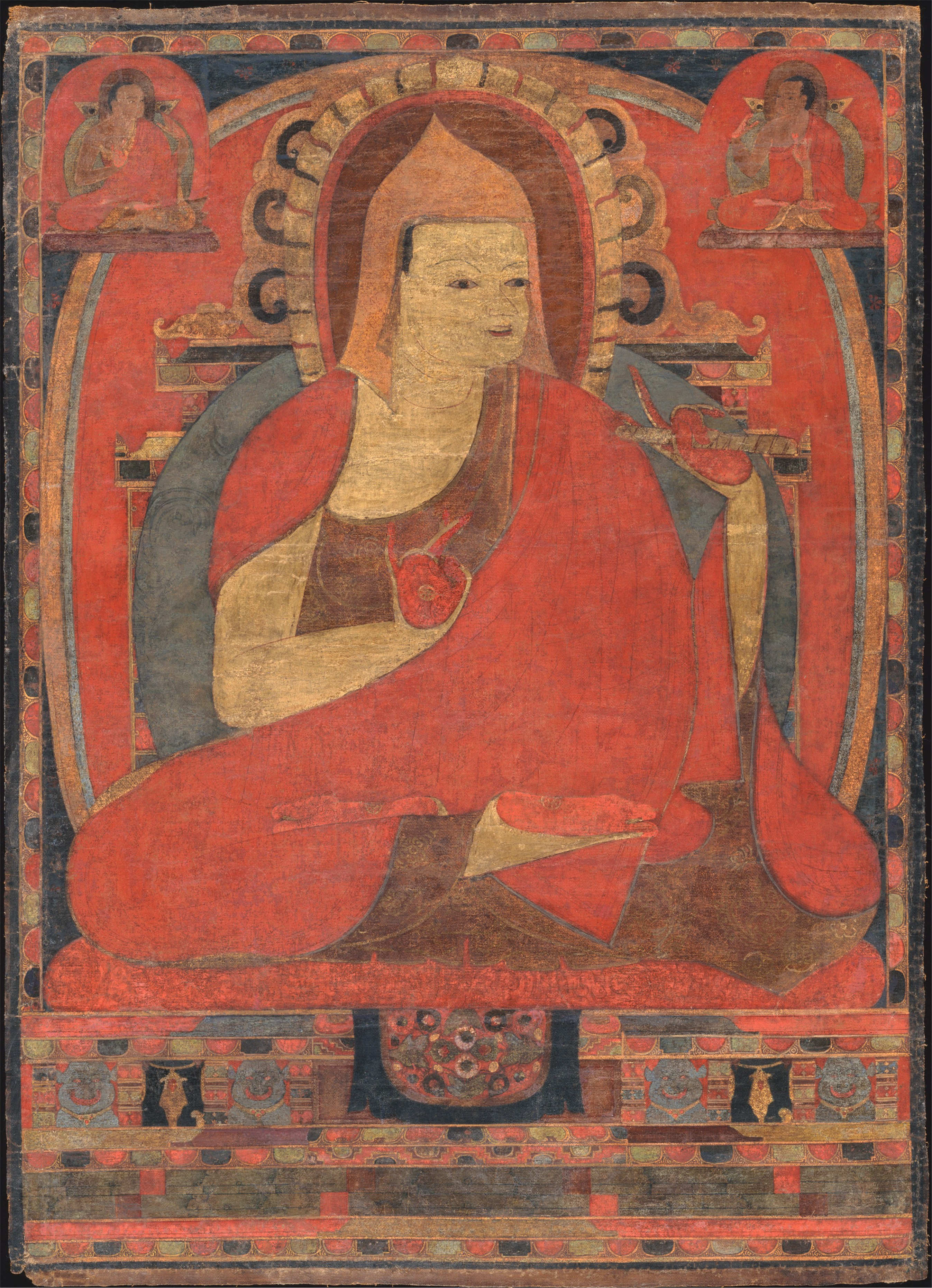
Porträt von Atisha

Atisha Dipamkara Srijnana (bengalisch অতীশ দীপঙ্কর শ্রীজ্ঞান Atīśa Dīpaṅkara Śrījñāna, tib.: atisha dI paM ka ra shrI dznyA na, auch: jo bo rje; Geburtsname: Chandragarbha; geb. 980 in Vikramapura, Dhaka (Division); gest. 1054) war ein indischer Pandit und berühmter Abt der Klosteruniversität von Vikramashila zur Zeit der Pala-Dynastie in Indien.

## Leben
Atisha studierte nahezu alle Schulen, Philosophien und Lehrsysteme seiner Zeit. Zahllose buddhistische und hinduistische Tantras, die Kunst der Musik, der Logik und weiterer Künste. Neben intensiver Praxis und Studien der buddhistischen Lehre, studierte er auch Lehren von Vishnu, Shiva und andere Glaubensrichtungen. Im Alter von 28 Jahren wurde er vom Abt Shila Rakshita in die Mahasanghika Linie ordiniert und vollordinierter Mönch (Bhikshu). Es heißt, Atisha habe über 150 Lehrer gehabt. Er war sowohl ein herausragender Gelehrter, als auch ein realisierter Yogi.
Im Alter von 32 Jahren (ca. 1012) reiste Atisha nach Suvaranadvipa auf der Insel Sumatra, die mit Java eine der bedeutendsten Zentren für buddhistische Studien des damaligen Indonesien war. Dort studierte er ca. 12 Jahre lang unter der Leitung von Dharmakirti (auch: Serlingpa von Sumatra; tib.: gser gling pa chos kyi grags pa). Bevor er im Alter von etwa 44 Jahren nach Indien zurückkehrte, besuchte Atisha noch kurze Zeit das heutige Sri Lanka. Danach verbrachte er ca. weitere 15 Jahre in Indien, wo er für seine Aktivität und Förderung des Buddhismus den Beinamen Dhammapala (Schützer der Lehre) erhielt. Zu dieser Zeit wurde er auch der Maha Acharya (Großer Acharya; Abt) von Vikramashila.
Mitte des 11. Jahrhunderts (ca. 1040/1042) wurde Atisha vom ältesten Sohn des damaligen Königs von Guge nach Tibet eingeladen, worauf die Phase der Neuen Übersetzungen buddhistischer Texte aus dem Sanskrit ins Tibetische, sowie die Phase der sogenannten zweiten Verbreitung (tib.: phyi dar) des Buddhismus in Tibet (nach Langdarma) begann.
Während der ersten drei Jahre seines Aufenthalts in Tibet waren die Begegnungen mit Changchub Öd (tib.: byang chub 'od; auch: Bodhiprabha, der Sohn des Königs), Lochen Rinchen Sangpo (tib.: rin chen bzang po; auch: Ratnabhadra, der erster Übersetzer von Sarma-Texten wurde) und Dromtönpa, der ihm half, die Verbreitung der buddhistischen Lehre in Tibet zu organisieren, besonders wichtig. Auf Grund politischer Spannungen in Nepal konnte Atisha nicht nach Indien zurückkehren und willigte ein, mit Dromtönpa nach Zentraltibet zu reisen, wo sie hunderte von Mönchen in Lhasa und Umgebung trafen. In den folgenden ca. 10 Jahren unternahmen Atisha und Dromtönpa noch viele weitere ausgedehnte Reisen durch Tibet, bei denen sie sich mit Mönchen trafen und Belehrungen erteilten. 1054 starb Atisha in Tibet.

## Lehren
Bei Atishas Lehren, die vor allem an den Sutras orientiert sind und besonders auf dem zweiten Lehrzyklus
des Buddha Shakyamuni gründen, spielten Zuflucht und Bodhichitta eine zentrale Rolle. Sein Beharren auf der Zuflucht als dem Fundament jeder buddhistischen Praxis, brachte ihm den Beinamen Zufluchtslama ein.
Von besonderer Bedeutung innerhalb des tibetischen Buddhismus ist Atishas Lamrim Lampe auf dem Weg des Erwachens (Bodhipathapradipam).
Die zuerst geheim gehaltenen Lojong-Lehren (tib.: blo sbyong; Geistestraining) wurden erst Generationen nach Atishas Tod öffentlich in Tibet gelehrt und in alle tibetisch-buddhistischen Schulen integriert. Eine wichtige Schrift Atishas zu Lojong ist der Juwelenkranz des Bodhisattva.
Ferner gilt Atisha auch als ein großer Vajrayana Meister und wichtiger Meister in der Übertragung des Kalachakra-Tantra nach Tibet. Vajrayana-Übungen hielt er allerdings sehr geheim. Atisha entdeckte zu seiner eigenen Überraschung auch sogenannte verborgene Schätze, die Jahrhunderte zuvor von Padmasambhava und seinen engsten Schülern verborgen wurden, um den Buddhismus für die Zeit nach Langdarma zu bewahren.

## Werke
- Atisha, Dalai Lama: Die Lampe auf dem Weg. Stufen buddhistischer Meditation. Diamant-Verlag, München 2006, ISBN 3-9810682-1-1 (Originaltext des Atisha und Kommentar vom 14. Dalai Lama)
- Atisha, Lobsang Dargyay (Übers.): Juwelenkranz des Bodhisattva. Tibet Institut, Rikon 1978, ISBN 3-7206-0000-9